# 1826 en musique
| \| • Retour à la chronologie générale de la musique populaire • \| |
| XXIe siècle • XXe siècle • XIXe siècle • XVIIIe siècle XVIIe siècle • XVIe siècle • XVe siècle • XIVe siècle XIIIe siècle • XIIe siècle • XIe siècle • Xe siècle IXe siècle • VIIIe siècle • Haut Moyen Âge • Rome • Grèce |
| • Retour à la chronologie générale de la musique populaire • |

| • Retour à la chronologie générale de la musique populaire • |

| Années de la musique populaire : 1823 - 1824 - 1825 - 1826 - 1827 - 1828 - 1829    |
| Décennies de la musique populaire : 1790 - 1800 - 1810 - 1820 - 1830 - 1840 - 1850 |

## Événements et œuvres
- Juan Ignacio de Iztueta, Euscaldun Anciña Anciñaco (« Très anciens airs basques »), premier recueil de chants basques sur un rythme de zortziko.
- Émile Debraux, Chansons nationales, nouvelles et autres, Paris Lire en ligne.

## Naissances
- 8 avril : Rose Harel, poétesse et goguettière française († 4 juillet 1885).
- 4 juillet : Stephen Foster, auteur de chansons américain, mort en 1864.
- 20 décembre : René Ponsard, poète, chansonnier et goguettier français († 22 juin 1894).